# Portein
Portein est une localité de Cazis et une ancienne commune suisse du canton des Grisons. Depuis le 1er janvier 2010, la commune de Portein a intégré la commune de Cazis comme les communes de Präz, de Tartar et de Sarn. Son ancien numéro OFS est le 3664.

## Histoire
Le 6 décembre 1992, Portein est l'une des deux seules communes suisses, avec Lü, à dire non à 100 % à l'adhésion de la Suisse à l'Espace économique européen (EEE).